# Петър Миладинов
Петър Борисов Миладинов е бивш български футболист, нападател, спортен мениджър.
Роден е на 14 декември 1955 г. в Елин Пелин. Играл е за Славия, Миньор (Перник) и Светкавица. Носител на купата на страната и вицешампион през 1975 и 1980, бронзов медалист през 1975 и 1982 г. Носител на Купа Интертото през 1977 г. Финалист за Балканската клубна купа през 1977 г.
Има един мач за „А“ националния тим и 6 в младежкия отбор (до 21 г.). Селекционер е на младежкия национален отбор от февруари 2002 г. Води отбора в 16 мача. През сезоните 1989/90 и 1990/91 стига съответно до второ и трето място начело на Славия.
Като помощник на Симеон Симеонов в Дунав става пети. През 1993 г. е четвърти с Локомотив (Пд) и води отбора в турнира за Купата на УЕФА срещу Лацио (Италия).
От 1995 г. е в спортно-техническия щаб на ЦСКА, където се занимава и с мениджърска дейност.